# Лазар Гутов
Лазар Гутов е български аптекар от Македония.

## Биография
Роден е в град Лерин. В 1909 година завършва аптекарския отдел на Медицинското училище в Цариград.
Отправя молба до Българската екзархията (3 юни 1909 г.) да бъде подпомогнат със сума, с която да открие аптека в родния си град, като припомня, че четири години преди това Екзархията е направила подобно нещо, но тамошният каймакамин е осуетил начинанието. Екзархията, поради липса на средства за годината, пише до леринската църковна община, предлагайки общината да открие аптека и да поеме издръжката ѝ, а Гутов да стане управител. Лазар Гутов изглежда все пак намира средства и отваря собствена аптека. През май 1912 година пише на Екзархията за това и за тежкото положение поради наличието на три гръцки аптеки и липсата на български лекар. Той поставя въпроса за назначаване на такъв и моли за 50 – 60 турски лири, за да се разплати с кредиторите си. Митрополията в града също уведомява Екзархията за пречките от страна на лекарите – двама гърци и един турчин, и на трите гръцки аптеки. Екзархията препоръчва аптеката да бъде поддържана от всички българи в епархията, а лекар е съгласна да назначи, но нямало подходящ кандидат. Лазар Гутов е принуден да затвори аптеката си.
След това отваря аптека в Ксанти. Според проучване на Иван Гешов от 1941 г. тази аптека е оцеляла.